# Ytterboda, Umeå kommun
Ytterboda är en bebyggelse öster om Täfteå och Umeå i Umeå kommun. Vid 2020 års småortsavgränsning, men ej 2023, klassade Statistiska centralbyrån som en småort.